# Roncus lychnidis
Roncus lychnidis är en spindeldjursart som beskrevs av Bozidar P.M. Curcic 1984. Roncus lychnidis ingår i släktet Roncus och familjen helplåtklokrypare. Inga underarter finns listade i Catalogue of Life.